# Luciano Comaschi
Luciano Comaschi (Melzo, 3 luglio 1931 – Roma, 30 aprile 2019) è stato un calciatore e allenatore di calcio italiano, di ruolo terzino destro.

## Carriera

### Club
Cresciuto nel Brescia, dove gioca solo una gara in Serie B il 12 giugno 1949, Brescia-Verona (2-2), passa poi alla Bondenese in Serie C, prima di essere ceduto al Crotone.
Solo con la cessione al Napoli inizia a giocare in Serie A, fa il suo esordio nella massima serie il 19 marzo 1952 a Bergamo nella partita Atalanta-Napoli (2-4), sarà la prima di tante partite perché con i partenopei gioca con continuità: ben 242 presenze e 4 gol in 9 anni passati sotto il Vesuvio, divenendo il 6º giocatore con maggior numero di presenze con la maglia del Napoli in campionato, con cui nelle stagioni 1952-1953 e 1957-1958 sfiora la conquista dello scudetto piazzandosi al 4º posto in Serie A.

### Nazionale
Il 26 aprile 1953 viene convocato nella Nazionale Giovanile come terzino e come tale appare cinque volte nella squadra.

### Allenatore
Nella stagione 1970-1971 ha allenato la Battipagliese. 
Ha allenato il Tuscania per due anni consecutivi, la prima stagione nel 1973-1974 ha vinto il campionato di Prima Categoria e nella seconda stagione 1974-1975 è arrivato al nono posto nel campionato di Promozione Lazio 1974-1975.

## Statistiche

### Presenze e reti nei club
| Stagione        | Squadra         | Campionato      | Campionato | Campionato | Totale | Totale |
| Stagione        | Squadra         | Comp            | Pres       | Reti       | Pres   | Reti   |
| --------------- | --------------- | --------------- | ---------- | ---------- | ------ | ------ |
| 1948-1949       | Brescia         | B               | 1          | 0          | 1      | 0      |
| 1949-1950       | Bondenese       | C               | 14         | 2          | 14     | 2      |
| 1950-1951       | Crotone         | C               | 23         | 7          | 23     | 7      |
| 1951-1952       | Napoli          | A               | 16         | 0          | 16     | 0      |
| 1952-1953       | Napoli          | A               | 30         | 0          | 30     | 0      |
| 1953-1954       | Napoli          | A               | 29         | 0          | 29     | 0      |
| 1954-1955       | Napoli          | A               | 32         | 1          | 32     | 1      |
| 1955-1956       | Napoli          | A               | 28         | 1          | 28     | 1      |
| 1956-1957       | Napoli          | A               | 32         | 1          | 32     | 1      |
| 1957-1958       | Napoli          | A               | 24         | 0          | 24     | 0      |
| 1958-1959       | Napoli          | A               | 28         | 0          | 28     | 0      |
| 1959-1960       | Napoli          | A               | 23         | 1          | 23     | 1      |
| Totale Napoli   | Totale Napoli   | Totale Napoli   | 242        | 4          | 242    | 4      |
| Totale carriera | Totale carriera | Totale carriera | 280        | 13         | 280    | 13     |